# رؤیاها (فیلم ۲۰۰۶)
«رؤیاها» (عربی: أحلام) یک فیلم به کارگردانی محمد الدرادجی محصول سال ۲۰۰۶ سینمای عراق است.
این فیلم در بخش فیلم خارجی‌زبان هفتاد و نهمین دوره جوایز اسکار شرکت داده اما به عنوان نامزد جایزه انتخاب نشد.

## بازیگران
- اسیل عادل در نقش أحلام
- بشیر الماجد در نقش علی
- محمد هاشم در نقش مهدی